# Kevin Curran
Pour les articles homonymes, voir Curran.
Kevin Curran est un scénariste, producteur et acteur américain, né le 27 février 1957 à Hartford au Connecticut et mort le 25 octobre 2016 à West Hollywood en Californie. Il est principalement connu pour son travail sur les séries Les Simpson et Mariés, deux enfants.

## Biographie
Kevin Curran a été à l'université Harvard où il écrivait pour le Harvard Lampoon. Il a remporté un Emmy Award dans la catégorie du meilleur scénario pour un programme de variété, musical ou comique pour l'épisode des Simpson, La Plus grande histoire jamais ratée. Il est producteur co-exécutif de cette série.
Il a travaillé pour Late Night with David Letterman, Mariés, deux enfants et Les Simpson. Il a aussi été la voix du chien Buck dans Mariés, deux enfants.
Il a été marié avec l'écrivain Helen Fielding, avec laquelle il a eu deux enfants, Dashiell et Romy.

## Filmographie

### Scénariste

#### Les Simpson
| Année | Titre                                               | Titre original                                       | Saison | Épisode | Réalisateur                |
| ----- | --------------------------------------------------- | ---------------------------------------------------- | ------ | ------- | -------------------------- |
| 2002  | Simpson Horror Show XIII - L'Île du Docteur Hibbert | Treehouse of Horror XIII - The Island of Dr. Hibbert | 14     | 1       | David Silverman            |
| 2003  | La Reine de l'orthographe                           | I'm Spelling as Fast as I Can                        | 14     | 20      | Nancy Kruse                |
| 2004  | Klingon, j'arrive                                   | My Big Fat Geek Wedding                              | 15     | 17      | Mark Kirkland              |
| 2005  | Une grosse tuile pour un toit                       | Don't Fear the Roofer                                | 16     | 16      | Mark Kirkland              |
| 2006  | L'Indomptable                                       | We're on the Road to D'ohwhere                       | 17     | 11      | Nancy Kruse                |
| 2007  | Les Aqua-tics                                       | The Wife Aquatic                                     | 18     | 10      | Lance Kramer               |
| 2008  | Sexe, Mensonges et Gâteaux                          | Sex, Pies and Idiot Scrapes                          | 20     | 1       | Lance Kramer               |
| 2009  | Les Apprenties sorcières                            | Rednecks and Broomsticks                             | 21     | 7       | Bob Anderson et Rob Oliver |
| 2010  | La Plus Grande Histoire jamais ratée                | The Greatest Story Ever D'ohed                       | 21     | 16      | Michael Polcino            |
| 2010  | Combien pour cet oiseau dans la vitrine ?           | How Munched is That Birdie in the Window?            | 22     | 7       | Michael Polcino            |
| 2014  | Un hiver de rêve                                    | The Winter of His Content                            | 25     | 14      | Chuck Sheetz               |
| 2018  | Homer est là où n'est pas l'art                     | Homer Is Where the Art Isn't                         | 29     | 12      | Timothy Bailey             |

#### Autres
- 1984-1989 : Late Night with David Letterman : 164 épisodes
- 1986 : David Letterman's 2nd Annual Holiday Film Festival
- 1988 : Late Night with David Letterman: 6th Anniversary Special
- 1989 : Late Night with David Letterman: 7th Anniversary Special
- 1989-1993 : Mariés, deux enfants : 11 épisodes
- 1990 : The Earth Day Special
- 1994 : The Good Life (en) : 2 épisodes
- 1994 : Hardball : 1 épisode
- 1998-1999 : Unhappily Ever After : 2 épisodes

### Producteur
- 1990-1993 : Mariés, deux enfants : 76 épisodes
- 1994 : The Good Life (en) : 13 épisodes
- 1997-1999 : Unhappily Ever After : 43 épisodes
- 1998-2015 : Les Simpson : 306 épisodes
- 2014 : The Simpsons Take the Bowl

### Acteur
- 1990-1996 : Mariés, deux enfants : Buck (54 épisodes, + Apparition en tant que Buck humain lors de la saison 6 épisode 19)